# Kuli Kesch
Gardan-i Quli Kusch oder Gardaneh-ye Kuli Kesch (persisch گردنه کولى کش), ist ein Gebirgskamm des Zagrosgebirges in der iranischen Provinz Fars.

## Koordinaten
Die Koordinate des Engpasses, 2498 m hoch  (Tangi-[y]e Kuli Kesch), welcher in der Mitte zwischen der beiden Gardaneh (Bergshängen) befindet, lautet:
- 30° 46′ 16,7″ N, 53° 10′ 40,1″ O

Die Koordinate des 2305 m hohen Bergehanges oberhalb von Kuli Kusch lautet:
- 30° 48′ 8,3″ N, 53° 9′ 52,2″ O

## Name
Kuli (persisch کولى) bzw. Kutschi (persisch کوچى) bedeutet Nomaden. An den Hängen dieser Gebirge in Iran schlagen die Nomaden ihre Zelte auf, an deren Hängen ihre Tiere weiden. Deswegen heißt der „Bergshang“ (‚der Berghang, der die Nomaden anzieht‘).